# 182Agy busz (Budapest)
A budapesti 182A (gyors 182A) jelzésű autóbusz Kőbánya-Kispest és az Alacskai úti lakótelep között közlekedett. A vonalat a Budapesti Közlekedési Zrt. üzemeltette.

## Története
2002. május 15-én a kispesti Derkovits utca tehermentesítése miatt a 82-es és 82A viszonylatok közlekedési rendje megváltozott. 182-es és 182A jelzéssel új gyorsjáratok indultak, melyek ezt a környéket a Gyömrői úton elkerülték, így a járatok fele a Gyömrői úton át közlekedett. Az első hónapokban a gyorsjáratok nem csak a Gyömrői úti megállókat hagyták ki, hanem számos pestszentlőrinci kertvárosi megállót is, ahol így duplájára nőtt a várakozási idő. Ezért szeptember 2-ától a gyorsjáratokat megállították valamennyi megállóhelyen a Nefelejcs utcától kifelé.
2007. szeptember 3-án a 82-est 184-esre, a 182-es 284E-re, a 82A-t 182-esre, a 182A-t 282E-re változtatták és változatlan útvonalon közlekedtek tovább.

## Útvonala
| Alacskai úti lakótelep felé | Kőbánya-Kispest felé |
| --- | --- |
| Kőbánya-Kispest vá. – Vak Bottyán utca – Sibrik Miklós úti felüljáró – Gyömrői út – Ráday Gedeon utca – Haladás utca – Petőfi utca – Gilice tér – Sallai Imre utca – Szabadka utca – Száva utca – Halomi út – Királyhágó út – Nemes utca – Alacskai úti lakótelep vá. | Alacskai úti lakótelep vá. – Nemes utca – Királyhágó út – Halomi út – Száva utca – Szabadka utca – Sallai Imre utca – Gilice tér – Petőfi utca – Haladás utca – Bessenyei György utca – Ráday Gedeon utca – Gyömrői út – Sibrik Miklós úti felüljáró – Vak Bottyán utca – Kőbánya-Kispest vá. |

## Megállóhelyei
| 0  | Kőbánya-Kispest végállomás                                  | 25 | 48, 51, 68, 82, 82A, 85, 85, 93, 98, 98, 136, 151, 182, 193, Keresztúr, Reptér Helyközi buszok Kőbánya-Kispest | 48, 51, 68, 82, 82A, 85, 85, 93, 98, 98, 136, 151, 182, 193, 200, Keresztúr Helyközi buszok Kőbánya-Kispest |
| 5  | Felsőcsatári út                                             | 20 | 17, 17, 19, 36, 95, 98, 98, Reptér                                                                             | 17, 17, 19, 36, 95, 98, 98, 200                                                                             |
| 6  | Nefelejcs utca (ma: Lőrinci temető)                         | 15 | Nem érintette                                                                                                  | 17, 80, 82, 82A, 93, 182                                                                                    |
| 10 | Jókai Mór utca (↓) Gárdonyi Géza utca (↑) (ma: Regény utca) | 13 | Nem érintette                                                                                                  | 82, 82A, 93, 183, 182                                                                                       |
| 11 | Szarvas csárda tér                                          | 12 | 17, 80, 82, 82A, 93, 182, 183, 193 50                                                                          | 17, 80, 82, 82A, 93, 182, 183, 193 50                                                                       |
| 12 | Batthyány Lajos utca (↓) Wlassics Gyula utca (↑)            | 11 | 82, 82A, 182, 183                                                                                              | 82, 82A, 182, 183                                                                                           |
| 12 | Dobozi utca                                                 | 11 | Nem érintette                                                                                                  | 82, 82A, 182, 183                                                                                           |
| 13 | Varjú utca                                                  | 10 | 82, 82A, 182, 183                                                                                              | 82, 82A, 182, 183                                                                                           |
| 14 | Zsukó utca (↓) Gilice tér (↑)                               | 9  | Nem érintette                                                                                                  | 82A, 183 |
| 15 | Sas utca                                                    | 8  | 82A, 183 | 82A, 183 |
| 16 | Szabadka utca (↓) Dalmady Győző utca (↑)                    | 7  | Nem érintette                                                                                                  | 82A, 183 |
| 17 | Gyékény tér                                                 | 6  | 82A | 82A |
| 18 | Körös utca (↓) Olt utca (↑)                                 | 5  | Nem érintette                                                                                                  | 82A |
| 19 | Nagyenyed utca                                              | 5  | 82A | 82A |
| 20 | Tarkő utca                                                  | 4  | 82A | 82A |
| 22 | Királyhágó út (↓) Halomi út (↑)                             | 2  | 82A, 193 | 35, 82A, 135                                                                                                |
| ∫  | Tölgyesi utca (ma: Kétújfalu utca)                          | 2  | 82A, 193 | 35, 82A, 135                                                                                                |
| 23 | Alacskai út                                                 | 1  | 82A, 193 | 35, 82A, 135                                                                                                |
| 24 | Alacskai úti lakótelep végállomás                           | 0  | 82A, 193, Alacska                                                                                              | 35, 82A, 135, 254                                                                                           |